# Opération Gideon
 (mai 2020).
Le contenu est difficilement compréhensible vu les erreurs de traduction, qui sont peut-être dues à l'utilisation d'un logiciel de traduction automatique.
Pour les articles homonymes, voir Opération Gideon (1948).
Crise présidentielle de 2019-2020 au Venezuela
L'opération Gideon (en espagnol : Operación Gedeón), parfois désignée comme l'incursion maritime sur la baie de Macuto, est une tentative lancée par des groupes armés rebelles vénézuéliens et une société paramilitaire américaine, Silvercorp, pour infiltrer le Venezuela depuis la Colombie, en commençant par l'État côtier de La Guaira. Ces groupes prévoyaient d'entraîner d'autres Vénézuéliens afin de renverser le gouvernement du président Nicolás Maduro. Selon Reuters, l'opposition au président Maduro aurait initialement financé l'attaque à hauteur de 213 millions de dollars, Juan Guaido nie toute implication directe cependant un de ses proches conseiller, JJ Rendón (en), a confirmé l'avoir lui-même négocié avant de retirer son soutien en novembre 2019. Jordan Goudreau, ancien membre des Forces spéciales de l'armée américaine et propriétaire de Silvercorp, affirme avoir mené l'incursion sans le soutien des États-Unis ou de l'opposition vénézuélienne. Il assure avoir 62 hommes en tout, avec pour objectif final de « capturer Nicolas Maduro et libérer le Vénézuéla ».

## Contexte
L'ancien membre des Forces spéciales de l'armée américaine, Jordan Goudreau, aurait rencontré des responsables de l'opposition vénézuélienne soutenant l'autoproclamé président par intérim et contesté Juan Guaidó, mais ce-dernier aurait rejeté les propositions de Goudreau. Le gouvernement colombien aurait également condamné les actions menées par les forces de Goudreau et refusé d'aider sa cause. Goudreau avait organisé le service de sécurité du concert « Venezuela Aid Live »  – show organisé à la frontière colombienne en février 2019 par le milliardaire Richard Branson en soutien à Juan Guaido -, ce qui a attiré son attention vers cette région. Il a également participé à la sécurisation de plusieurs rassemblements auxquels participait Donald Trump, bien qu'il ne soit pas membre du United States Secret Service.
L'ex-général de division vénézuélien et opposant Clíver Alcalá Cordones s'est alors rapproché de Goudreau, lui déclarant qu'il avait rassemblé 300 soldats vénézuéliens qui avaient déserté pour se rendre en Colombie, et disposait de la collaboration des autorités colombiennes. Les troupes d'Alcalá étaient stationnées dans la péninsule de La Guajira. Le député d’opposition vénézuélien Hernán Claret Alemán déclare avoir séjourné avec elles pendant plusieurs jours en décembre 2019. Le gouvernement vénézuélien avait connaissance de l’existence de ces camps et a transmis leurs coordonnés GPS aux autorités colombiennes afin de les faire fermer, mais ces dernières n'ont pas donné suite à la requête. 
Selon l'Associated Press (AP), Goudreau et Alcalá ont pris leurs distance par rapport à l'opposition vénézuélienne en raison d'un «accord passé à huis clos avec le régime [Maduro]». 
L'ancien agent de la SEAL (la force spéciale de l'United States Navy), Ephraim Mattos, a rencontré les troupes d'Alcalá alors qu'il travaillait en Colombie et a reçu un document créé par Goudreau le 16 juin 2019, énumérant le matériel dont ils disposaient pour mener une opération : « 320 fusils d'assaut M4, un lance-roquettes antichar, des bateaux Zodiac, un million de dollars en espèces et des lunettes de vision nocturne ultramodernes. » 
L'AP a publié un article sur Goudreau, son plan et son histoire, et ses camps d'entraînement le 1er mai 2020, écrivant que ses plans d'attaque du Venezuela étaient «farfelus» et que les gens qui le connaissaient pensaient que c'était «bien au-delà de ses capacités». Le site Web Bellingcat a suggéré que le gouvernement vénézuélien connaissait ce plan depuis probablement fin mars 2020, et était forcément au courant au 1er mai. Maduro a confirmé qu'ils connaissaient tout le plan dans la soirée de ce jour et qu'il avait été initialement prévu pour le 10 mars, mais reporté en raison de la pandémie de COVID-19. Au moment de l'attaque, de nombreux mercenaires avaient abandonné leurs camps à la suite de l'arrestation d'Alcalá, des enquêtes des autorités colombiennes et de la pandémie croissante. 

### Incident d'Alcalá
Le 26 mars 2020, Clíver Alcalá Cordones a reconnu sa responsabilité dans une « opération militaire contre la dictature de Maduro », à la suite de l'interception par la police colombienne d'une cargaison d'armes lui appartenant, déclarant que des responsables des États-Unis, de la Colombie et Guaidó avaient signé un accord pour soutenir ses efforts pour renverser le président Maduro. Guaidó a nié être au courant de l'événement alors que le représentant spécial des États-Unis au Venezuela, Elliott Abrams, a qualifié la déclaration d'Alcalá de « méprisable et assez dangereuse ». Alcalá a ensuite été extradé vers les États-Unis pour des accusations de trafic de drogue non-liées à ses projets envers le gouvernement vénézuélien. Abrams a déclaré plus tard qu'Alcalá « avait été incité par le régime [de Maduro] à porter ces terribles accusations. »

## Attaque
Le 3 mai 2020, un groupe de mercenaires armés est arrivé par bateau à Macuto près de La Guaira, une ville portuaire située juste au nord de Caracas, la capitale du Venezuela. Les bateaux étaient partis de Colombie en deux vagues la veille à 17 heures. Selon les services de renseignement de l'État vénézuélien, le premier bateau (celui arrivé à Macuto) était plus petit et plus rapide, tandis que le deuxième bateau était sur le point d'arriver à Chuao lorsqu'il a été intercepté par la Marine. L'Armée vénézuélienne a rapporté que les mercenaires possédaient du « matériel de guerre » sur leurs bateaux. Les photos publiées par le gouvernement vénézuélien montrent qu'ils disposaient également d'un hélicoptère. La force d'attaque navale était composée de 60 soldats dont deux anciens membres des Forces spéciales de l'armée américaine,.
Les premiers combats ont lieu à l'aube du 3 mai, impliquant le premier bateau et la marine vénézuélienne. Goudreau a déclaré que le deuxième bateau était à court de carburant après cela, mais que des planques étaient disponibles pour les soldats s'ils parvenaient à débarquer et que des bateaux de ravitaillement avaient été envoyés depuis Aruba pour aider la force d'incursion. Lors du premier affrontement, huit soldats ont été arrêtés sur le rivage. Huit autres ont été tués sur la plage. Des vidéos des combats, dont certaines montrant des tirs, ont été partagées sur les réseaux sociaux. Le gouvernement vénézuélien a évoqué l'attaque pour la première fois à 7h30, dans une annonce du ministre de l'Intérieur Néstor Reverol. Le ministre vénézuélien de la Défense, Vladimir Padrino López, a déclaré plus tard que l'un des bateaux des mercenaires avait été coulé par la marine et que l'Armée du pays avait envoyé des navires pour rechercher des survivants. L'un des hommes tués était Robert Colina, surnommé « Pantera » (« Panthère » en français).
Goudreau et l'ancien officier de la Garde nationale vénézuélienne Javier Nieto Quintero ont publié une vidéo dans l'après-midi revendiquant l'attaque, l'appelant « Opération Gideon » et expliquant qu'ils avaient l'intention de mener une Armée à l'intérieur du Venezuela pour renverser Maduro ; Goudreau a déclaré que, outre l'attaque navale, ses forces étaient entrées au Venezuela par voie terrestre et étaient toujours en état de combattre. S'exprimant à la télévision nationale ce jour-là, Reverol a déclaré qu'une opération défensive de l'Armée vénézuélienne était en cours et qu'elle durerait plusieurs jours.
Le lendemain, Maduro a déclaré que les forces vénézuéliennes avaient arrêté 13 soldats, dont deux Américains travaillant avec Goudreau, Airan Berry et Luke Denman,. Goudreau a déclaré que 8 de ses soldats avaient été capturés le 4 mai, les deux Américains et six Vénézuéliens, et qu'un nombre inconnu avait été capturé le 3 mai. Selon des rapports "des dizaines" de mercenaires avaient été capturés le 5 mai. Les objets saisis sur les mercenaires comprennent des armes, des documents péruviens et des uniformes arborant un drapeau américain. Le procureur général vénézuélien Tarek William Saab annoncera plus tard qu'un total de 114 personnes soupçonnées d'être impliquées dans l'attaque avaient été arrêtées au Venezuela, et que 25 000 soldats nationaux avaient été mobilisés pour en rechercher davantage, au cours d'une mission militaire vénézuélienne nommée « Bouclier bolivarien » (en espagnol : Escudo Bolivariano).
Lors de leurs interrogatoires, Airan Berry et Luke Denman déclarent que l'objectif était prendre le contrôle de l’Aéroport Simón Bolívar de Maiquetía (Caracas) pour permettre l’atterrissage d’un avion destiné à embarquer Nicolás Maduro pour les États-Unis, où sa tête est mise à prix pour 15 millions de dollars, après son éventuelle capture. Jordan Goudreau affirme pour sa part que la mission n'a pas intégralement échouée, puisque la mission secondaire était d’établir, en territoire vénézuélien, des campements d’insurgés : « Ils sont déjà dans les campements, ils recrutent et nous allons commencer à attaquer des objectifs tactiques. »

## Arrestations et suite
Au 18 mai, plus de quatre-vingt-dix personnes ont été capturées. Parmi elles, d'ex-officiers et sous-officiers, deux anciens policiers, le narcotrafiquant vénézuélien et informateur de la Drug Enforcement Administration (DEA) José Socorro, alias « Pepero », mais aussi deux mercenaires américains, Luke Denman et Airan Berry. Le secrétaire d'État américain, Mike Pompeo, a affirmé que Washington ferait tout pour rapatrier ces deux anciens membres des forces spéciales américaines.
Le « contrat » liant la société de mercenariat de Jordan Goudreau à des responsables de l'opposition vénézuélienne a été divulgué par le Washington Post. Il a été signé le 16 octobre 2019 entre Goudreau, Juan Guaido (président autoproclamé du Venezuela), Sergio Vergara (député d’opposition, considéré comme le bras droit de Juan Guaido), et Juan José Rendon (responsable du « Comité de stratégie » de Guaido chargé d’étudier des scénarios pour le renversement de Maduro) et prévoit le versement de 212,9 millions de dollars pour les 495 jours de collaboration prévus. Le contrat précise que « les prestataires de service conseilleront et assisteront le Groupe associé [l’équipe de Juan Guaido] dans la planification et l’exécution d’une opération pour capturer / arrêter / éliminer Nicolás Maduro (…) » puis d’ « éliminer l’actuel régime et d’installer le président vénézuélien reconnu, Juan Guaido ». Si Juan Guaido dément avoir signé ce contrat, Juan José Rendon le reconnait, mais affirme que le projet avait par la suite été abandonné.
Le 7 août, Denman et Berry sont condamnés à 20 ans de prison par un tribunal vénézuélien.

## Relations internationales
L’administration Trump accuse en avril 2020 le président vénézuélien de « narcoterrorisme » et propose 15 millions de dollars pour toute information menant à sa capture. Elle masse ensuite une flotte de guerre à proximité du Venezuela dans ce qui constitue le plus grand déploiement militaire américain dans la Caraïbe depuis l'invasion du Panama en 1989. Le déploiement est également soutenu par 22 pays alliés aux États-Unis. En outre, les troupes américaines et colombiennes intensifient les exercices conjoints dans le cadre de l’opération Vita, à proximité de la frontière terrestre du Venezuela. Nicolas Maduro lance pour sa part une adresse « fraternelle » au « peuple des États-Unis », plaidant pour « l’arrêt des menaces militaires et la fin des sanctions illégales qui restreignent l’accès aux fournitures humanitaires » dans un contexte d'épidémie de Covid-19. Dans le même temps, le gouvernement américaine présente un « Cadre pour une transition démocratique » au Venezuela, qui revendique notamment le démantèlement de l’appareil institutionnel vénézuélien pour lui substituer un « Conseil d’État » transitoire.
Les gouvernements des États-Unis et de la Colombie ont été accusés par le Venezuela d'avoir organisé l'attaque, ce qu'ils nient tous les deux. Le président américain déclare sur la chaine Fox News : « Si je voulais aller au Venezuela, je n'en ferais pas un secret. J'y entrerais et ils ne pourraient rien y faire. Ils s'écraseraient. Je n'enverrais pas un petit groupe, non, non, non. Ça s'appellerait une armée, ça s'appellerait une invasion »[réf. souhaitée].
Nicolas Maduro affirme qu'il ne fait aucun doute que Donald Trump a « dirigé directement » cette « invasion » et la compare à une « Baie des Cochons » vénézuélienne. La Russie, alliée du Venezuela, se dit non-convaincue par les déclarations des États-Unis quand ils affirment ne pas avoir été impliqués dans les incidents.
Goudreau, qui dit avoir organisé l'opération, nie avoir eu de l'aide de la Colombie et des États-Unis.

## Galerie de photographies

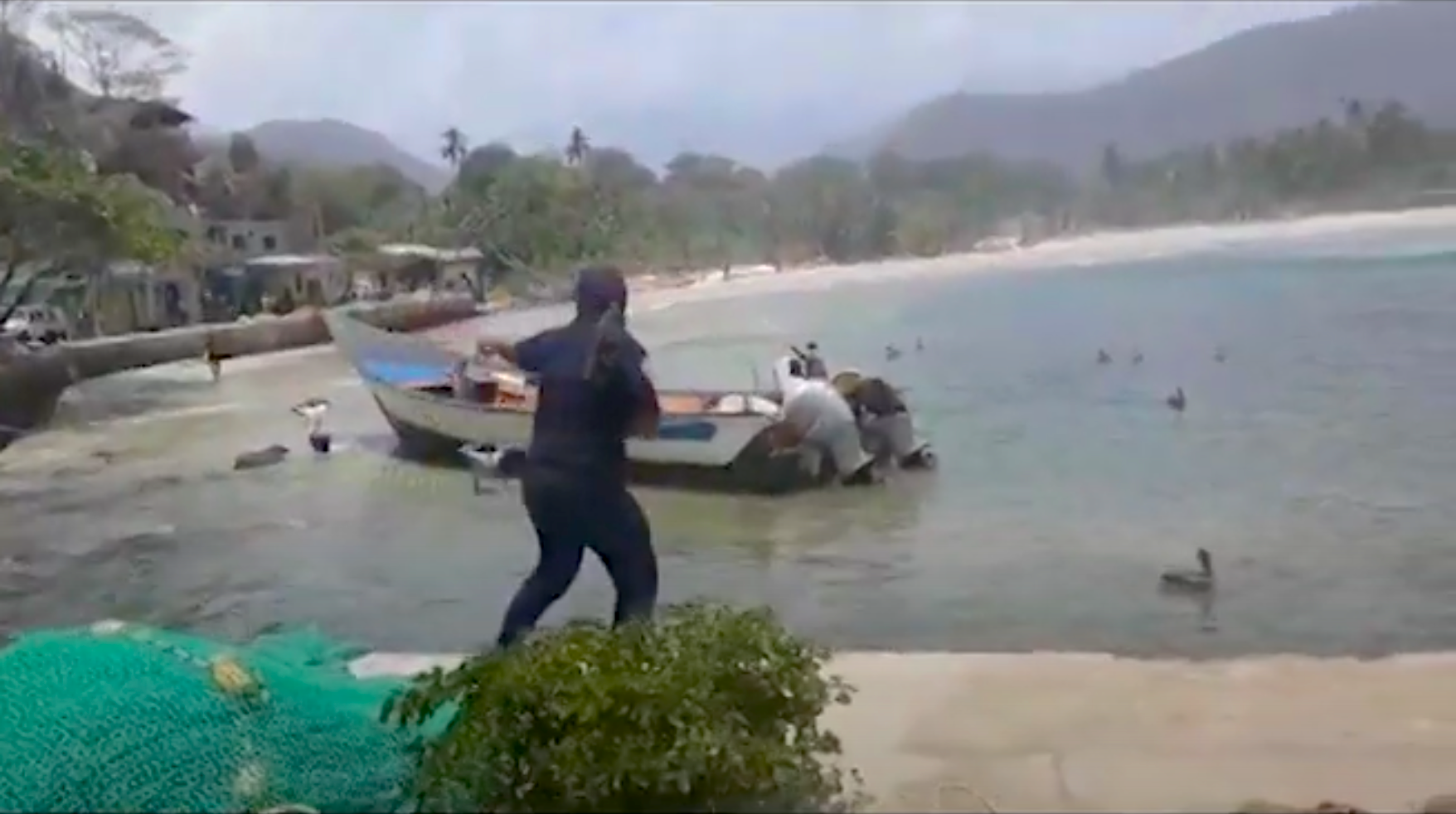
Autorités vénézuéliennes interceptant un bateau.
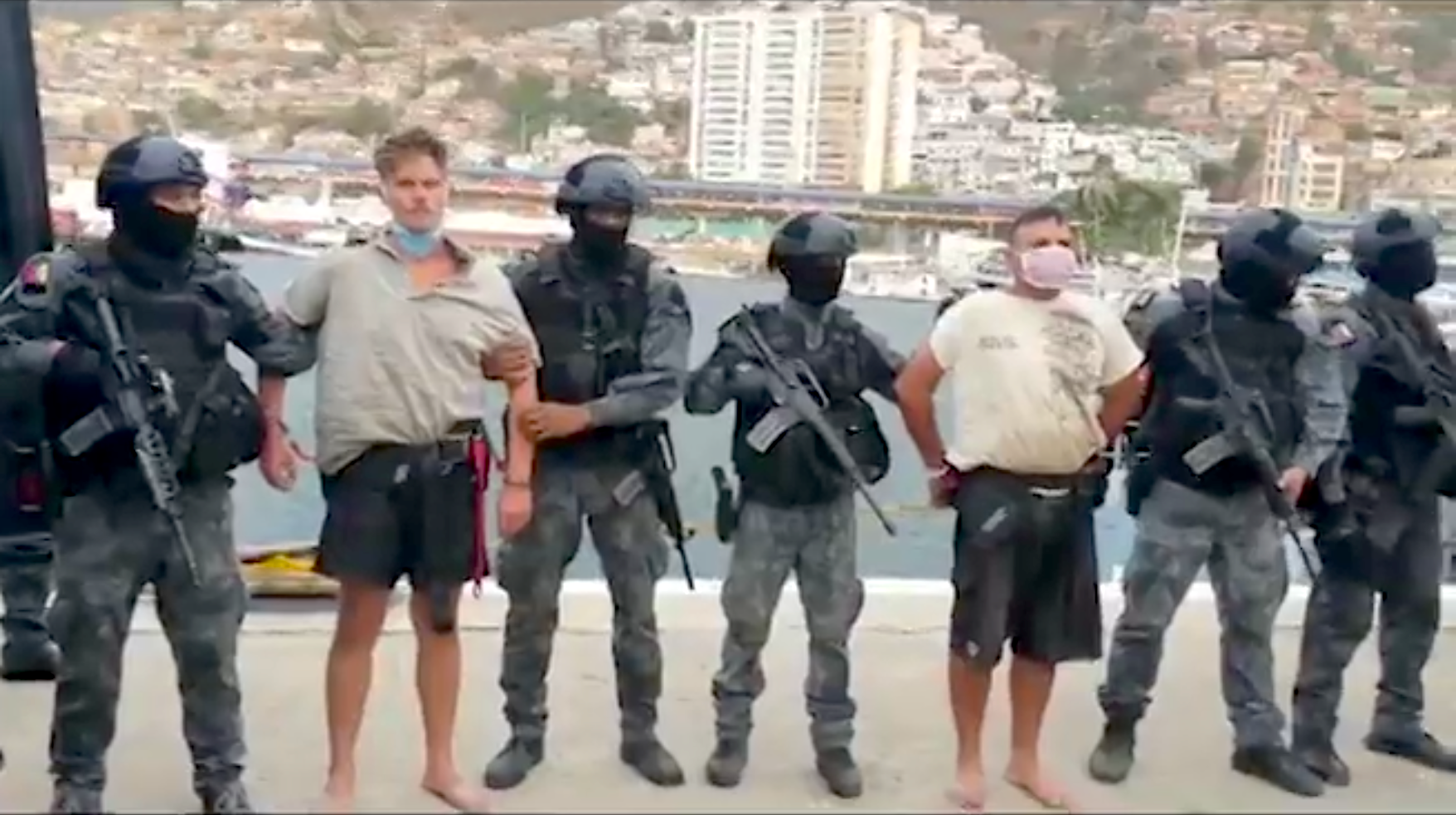
Combattants capturés par des agents du SEBIN.
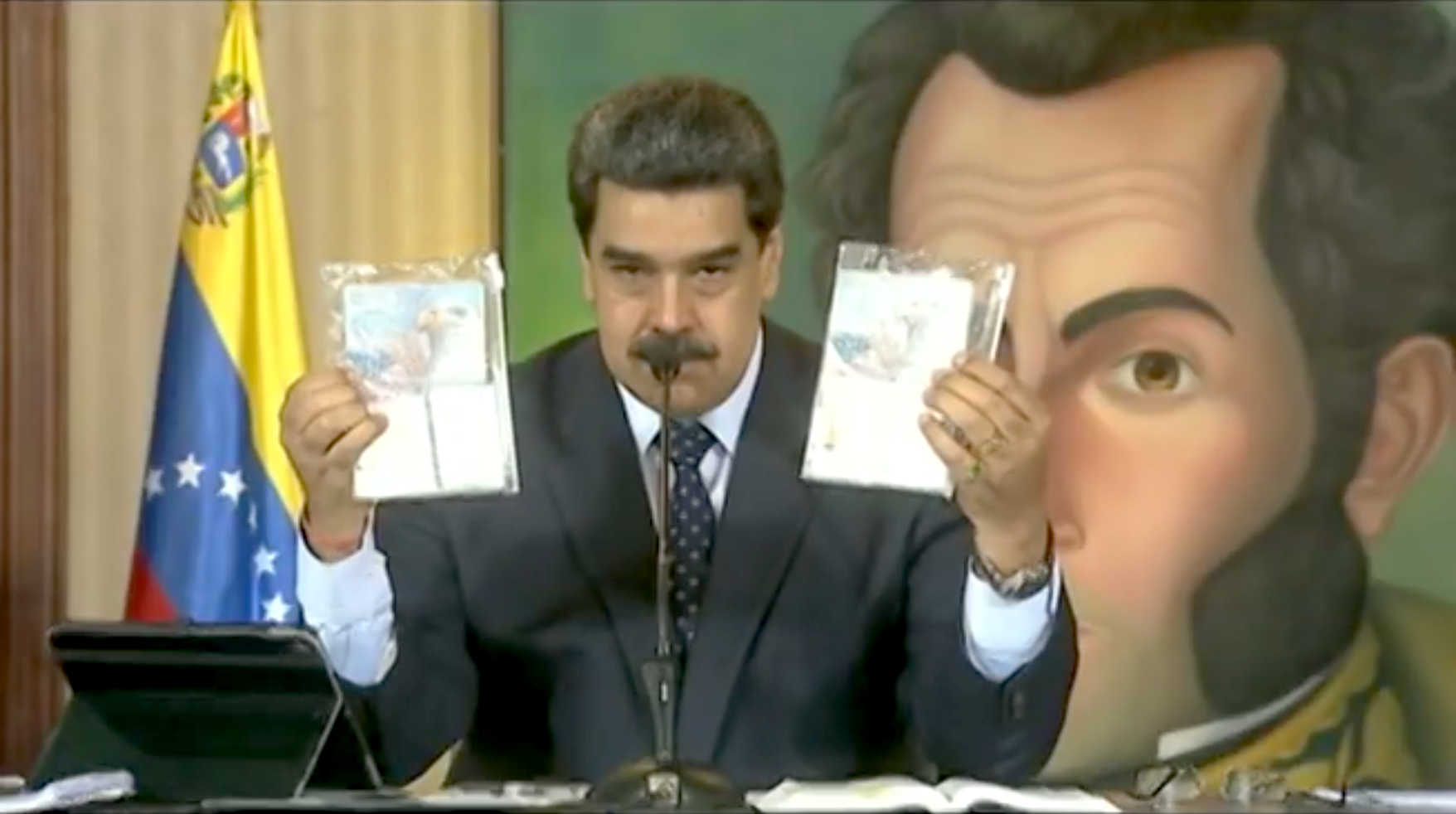
Maduro présentant les passeports de mercenaires américains capturés.
- Document présenté par le gouvernement vénézuélien comme un contrat passé entre Silvercorp USA et Juan Guaido, ce que ce-dernier nie.
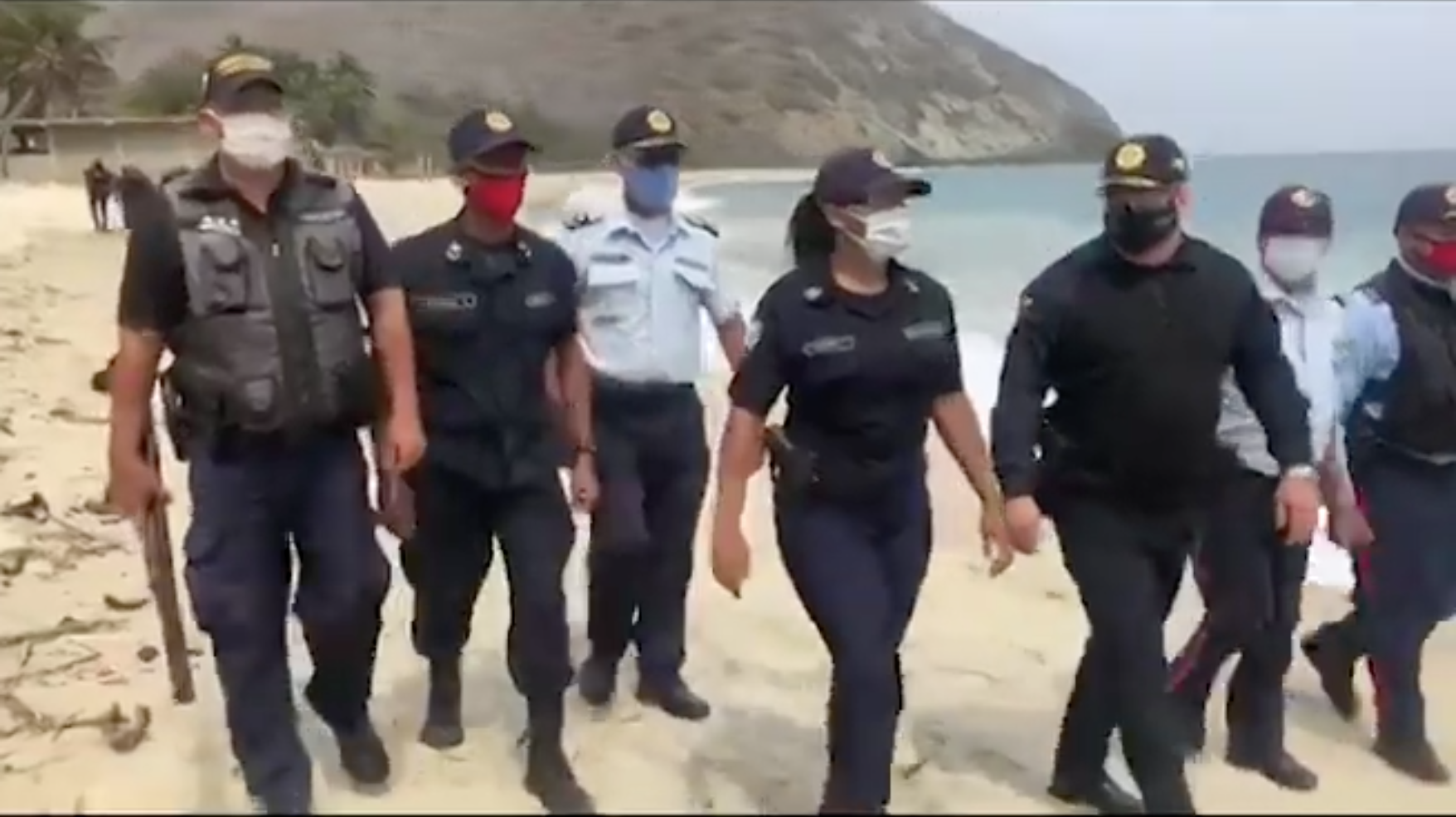
Autorités vénézuéliennes patrouillant sur les côtes dans le cadre de l'opération Bouclier Bolivarien.
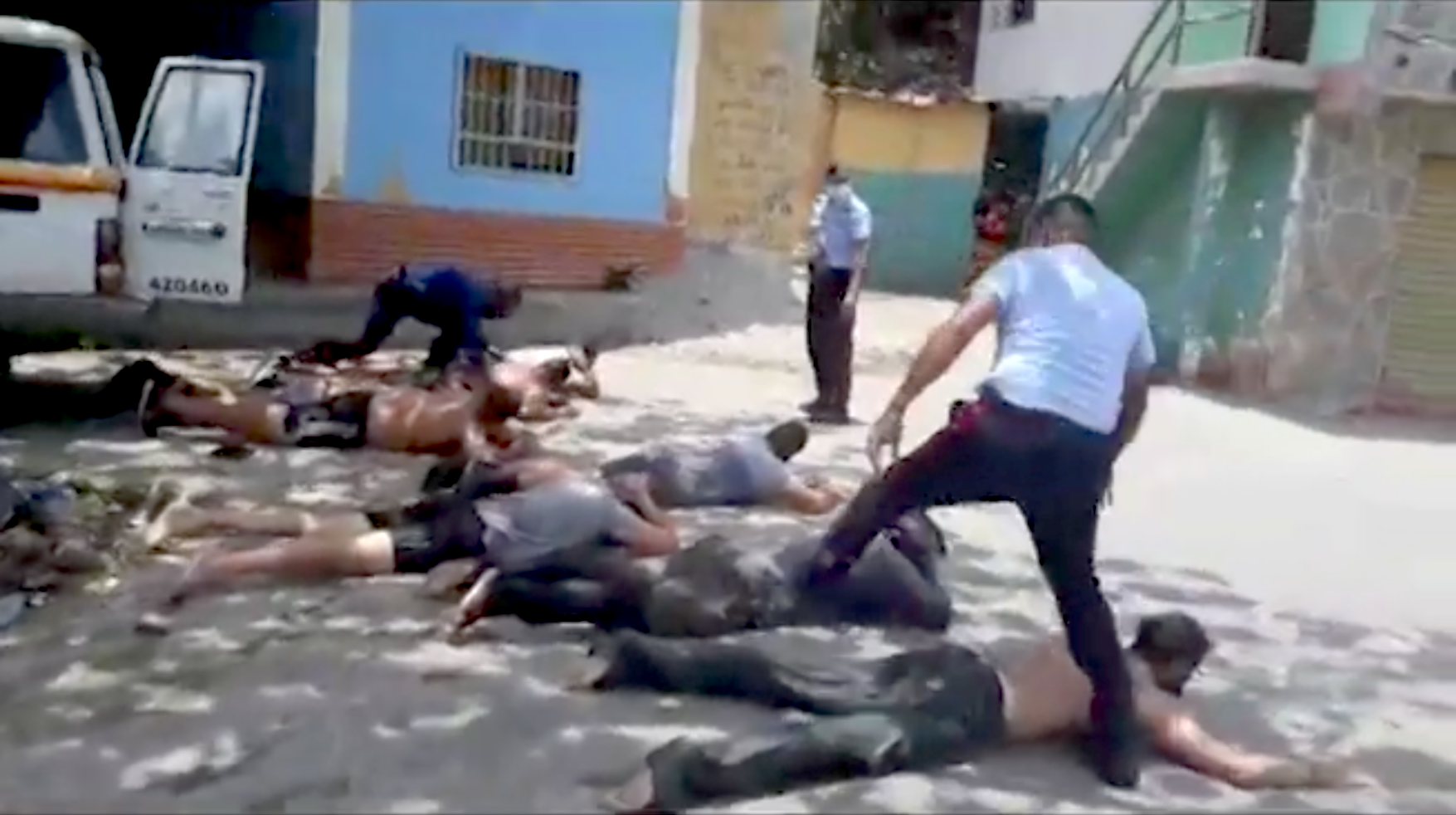
Combattants arrêtés et maintenus à terre par les autorités vénézuéliennes.
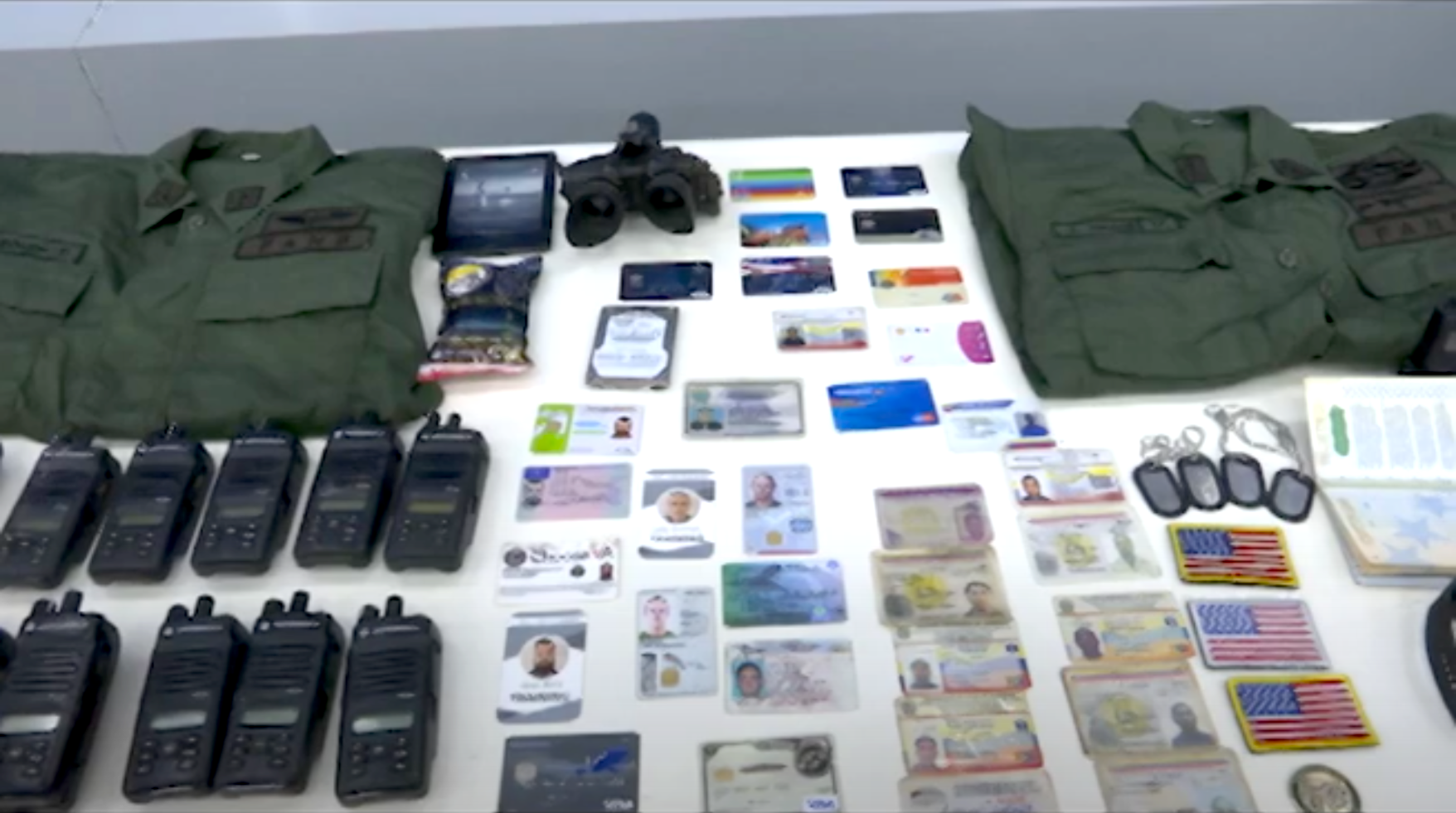
Matériel présenté par le gouvernement comme ayant été utilisé par les rebelles.